# 楊氏虎
楊氏虎（Panthera youngi）是生存於35萬年前的豹屬，化石在中國東北周口店以及日本山口縣秋吉台出土。於1969年的研究指楊氏虎與美洲擬獅及穴獅是同種的。但是，科學家卻並不肯定楊氏虎是一頭獅子，而相信牠是原始的虎或甚至是豹。